# Rothaine
La Rothaine est un affluent de la rivière Bruche dans le massif des Vosges, en région Grand Est département du Bas-Rhin, donc un sous-affluent du Rhin.

## Rivière d'une vallée montagnarde toute droite
De 7,9 km de longueur, la source de la Rothaine est située une centaine de mètres d'altitude en contrebas sous la Tête de la Croix Rouge ou Grand Rosskopf, culminant à 1 054 m d'altitude. Il s'agit d'un des sommets de l'ancienne chaume du Rossberg, qui s'étendait du Champ du Feu au sud jusqu'au-delà du Grand Rosskopf (Tête du Messin) au nord.
La jeune Rothaine dévale vers les anciens prés de Barr réduits aujourd'hui à une relique herbeuse minuscule et longe les flancs du massif étroit du Striemberg. Elle reçoit alors en rive gauche le ruisseau de Sommerhof, terme alsacien désignant simplement deux anciens domaines d'estives.
Installée dans sa vallée qui épouse une faille quasiment linéaire jusqu'à Rothau, lieu de son embouchure avec la rivière Bruche, la Rothaine reçoit la Messingott ou goutte du Messin en rive gauche, puis la Serva torrentueuse et cascadeuse venant du Champ du Feu en rive gauche, avant de traverser le hameau de la Hautte Goutte, dépendance de la commune de Neuviller-La-Roche en aval, légèrement en amont ou en face de Natzwiller, commune dont le territoire s'élève sur le versant au soleil. La Hautte Goutte est d'ailleurs un petit affluent qui rejoint la Rothaine au niveau de l'ancien hameau du Ban de la Roche homonyme. La Rothaine, que les anciens appelaient communément lè grande Gotte pour dire par évidence qu'elle était la gouttière de la vallée, reçoit diverses autres petites gouttes ou ruisseaux dévalant les flancs de sa vallée longitudinale, notamment en rive gauche la Froidegoutte, venant de Wildersbach.

## Communes et cantons traversés
Dans le seul département du Bas-Rhin, la Rothaine traverse cinq communes et un seul canton :
- soit dans le sens amont vers aval : Neuviller-la-Roche (source), Natzwiller, Wildersbach, Rothau (confluence).

Soit en termes de cantons, la Rothaine traverse le seul canton de Schirmeck, donc le seul arrondissement de Molsheim.

## Affluents

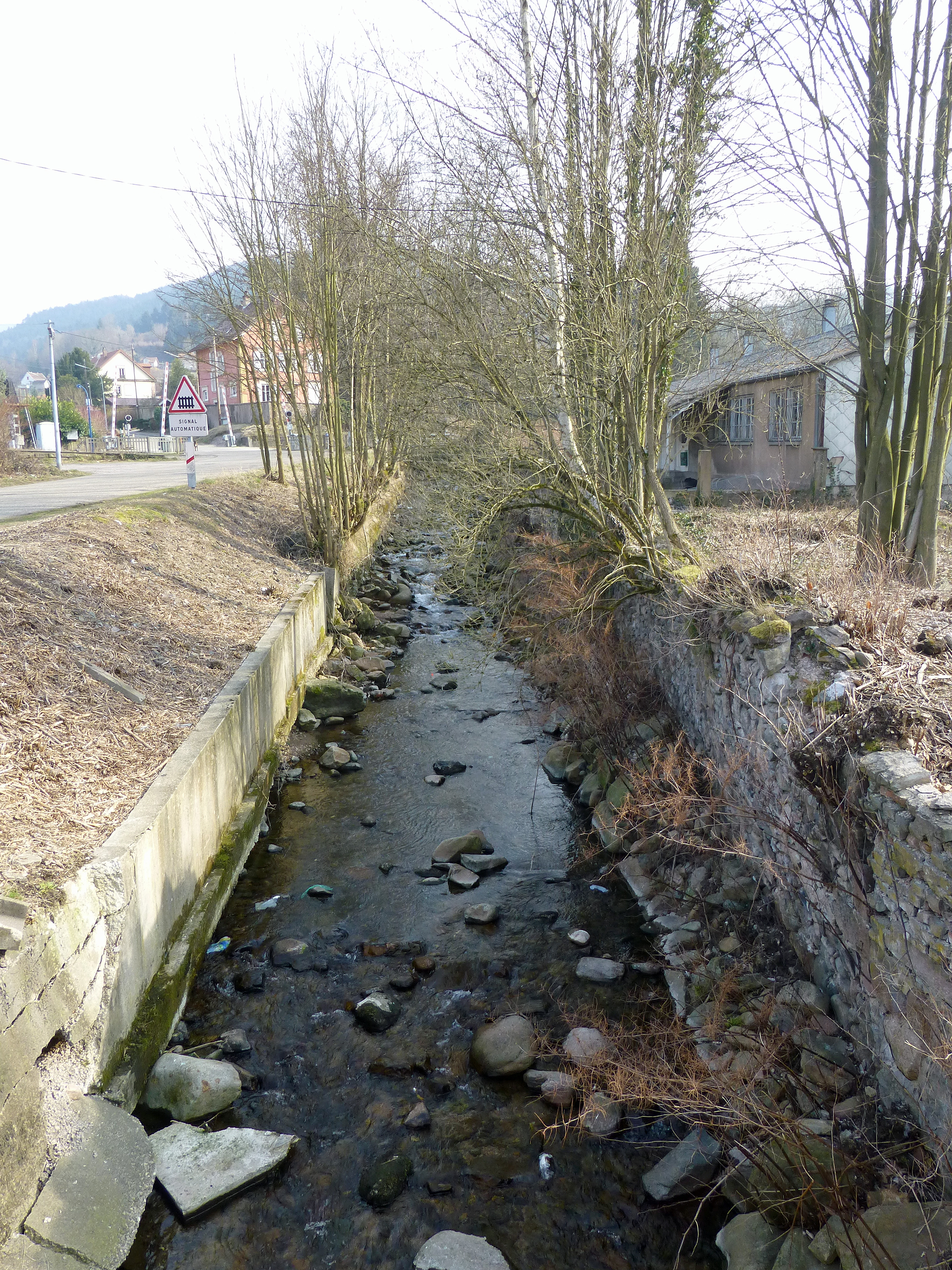
La Rothaine à Rothau.

La Rothaine a deux affluents référencés :
- le ruisseau la Serva (rg) 4,4 km sur les deux communes de Neuviller-la-Roche et Belmont.
- le ruisseau Wildbach (rg) 2,8 km sur la seule commune de Wildersbach.

## Hydrologie
La Rothaine traverse une seule zone hydrologique La Bruche du ruisseau de Climontaine à la Rothaine (inclus). (A271) de 146 km2. Le rang de Strahler est de deux. Sur sept communes, comptant 8 466 habitants, la Rothaine a son bassin versant sur une superficie de 86 km2 avec une densité de 99 hab/km2 à 412 m d'altitude moyenne
Le bassin versant est de 27,7 km2 et le module est de 0,713 m3/s selon Agence de l'eau Rhin-Meuse, après observation de 1971 à 1990
Le débit à l'étiage est de 0,25 m3/s.

## Pêche
La Rothaine est un cours d'eau de première catégorie, apprécié des pêcheurs,.

## Étymologie
Rothaine semble partager une même racine avec la ville de Rothau, la petite ville embouchure, ancien chef-lieu de la seigneurie du Ban-de-la-Roche, sous l'ancien régime. Le nom du sommet proche de la source indique la couleur rouge. Cette couleur est fréquemment liée à un statut de limite ou de frontière, c'est effectivement le cas pour la Rothaine qui, dans sa vallée, sépare les territoires communaux, voire communautaires depuis des temps immémoriaux. L'étymon principal peut être rapproché de la rivière Ehn et peut-être du gallo-romain axiona signalant un cours et une vallée rectiligne, au moins dans sa partie montagneuse.
Mentionnons sa précoce dénomination en 1059 sous la forme rotaha. Rotahe ou le village sur la Rotahe n'apparaît dans les registres administratifs du chapitre rural de Rosheim qu'en 1371. Mais c'est déjà une église paroissiale importante de la vallée de la Bruche.      